# در انتظار شیطان
در انتظار شیطان فیلمی به کارگردانی حمید صفایی و نویسندگی سیامک اطلسی ساختهٔ سال ۱۳۶۶ است.

## خلاصه داستان
در روزهای بعد از بهمن ۱۳۵۷ خان ظالمی از روستا می‌گریزد. پیشکار او، که مورد تنفر روستائیان است، اموالش را حفاظت می‌کند. همسر پیشکار از این بابت شوهر را شماتت می‌کند. خان در نامه‌ای به خواهرش جایگاه عتیقه‌هایی را که پنهان کرده است اطلاع می‌دهد تا پس از فروش پول آن‌ها را برایش بفرستد اما نامه به دست پسر خان می‌افتد. پسر در درگیری با پیشکار، همسر او را به قتل می‌رساند. با اقدام اهالی روستا عتیقه‌ها به دست مردم می‌افتد.

## بازیگران
- ماشاءاله افراشته
- مرتضی احمدی
- حسین عمرانی
- رؤیا افشار
- محمد ورشوچی
- مهری ودادیان
- حسین صفاریان
- محسن یوسف بیک
- اکبر دودکار
- حسن دلشاد
- محرم بسیم